# Polygonum persicaria
Polygonum persicaria é uma espécie de planta com flor pertencente à família Polygonaceae. 
A autoridade científica da espécie é L., tendo sido publicada em Species Plantarum 1: 360. 1753.
Os seus nomes comuns são cristas, erva-das-pulgas, erva-pessegueira, erva-pulgueira, persicária, persicária-vulgar, pessegueira ou pesseguelha.

## Portugal
Trata-se de uma espécie presente no território português, nomeadamente em Portugal Continental, no Arquipélago dos Açores e no Arquipélago da Madeira.
Em termos de naturalidade é nativa de Portugal Continental e Arquipélago da Madeira e introduzida no arquipélago dos Açores.

## Protecção
Não se encontra protegida por legislação portuguesa ou da Comunidade Europeia.